# DDR-Einzelmeisterschaft im Schach 1984
Die 33. DDR-Einzelmeisterschaft im Schach fand vom 4. bis 19. Februar 1984 in Eilenburg statt.
Die Teilnehmer hatten sich über das sogenannte Dreiviertelfinale sowie ein System von Vorberechtigungen und Freiplätzen für diese Meisterschaft qualifiziert. Hauptschiedsrichter war Hans-Josef Faßbender.

## Meisterschaft der Herren
Rainer Knaak gewann den DDR-Meistertitel zum dritten Mal in Folge (davon einmal geteilt) – eine Serie, die es so nur in diesem einen Fall gab. Co-Titelverteidiger Wolfgang Uhlmann fehlte wegen eines Kur-Aufenthalts, auch der mit einem überragenden Dreiviertelfinalsieg qualifizierte Uwe Bönsch fehlte wegen eines Turnierstarts im Ausland. Knaaks härteste Rivalen waren erwartungsgemäß Lothar Vogt und Raj Tischbierek, die nach zehn Runden noch gleichauf mit ihm lagen, dann aber sein Tempo nicht mehr mitgehen konnten. Damit gingen alle drei Medaillen an Spieler der BSG Baukombinat Leipzig (zuvor SG Leipzig). Während Großmeister Lutz Espig unter den Erwartungen blieb, drang der DDR-Jugendmeister Mathias Womacka in die Phalanx der Titelträger ein.

### Abschlusstabelle
|    | Teilnehmer                                 | 01 | 02 | 03 | 04 | 05 | 06 | 07 | 08 | 09 | 10 | 11 | 12 | 13 | 14 | Punkte |
| -- | ------------------------------------------ | -- | -- | -- | -- | -- | -- | -- | -- | -- | -- | -- | -- | -- | -- | ------ |
| 01 | Rainer Knaak (Baukombinat Leipzig)         |    | 0  | ½  | ½  | ½  | ½  | 1  | 1  | 1  | 1  | 1  | ½  | 1  | 1  | 9½     |
| 02 | Raj Tischbierek (Baukombinat Leipzig)      | 1  |    | ½  | ½  | ½  | ½  | ½  | 1  | ½  | 1  | 1  | 1  | 0  | 1  | 9      |
| 03 | Lothar Vogt (Baukombinat Leipzig)          | ½  | ½  |    | 1  | 0  | 1  | ½  | ½  | ½  | ½  | ½  | 1  | ½  | 1  | 8      |
| 04 | Hans-Ulrich Grünberg (Buna Halle-Neustadt) | ½  | ½  | 0  |    | ½  | 0  | ½  | 0  | ½  | 1  | 1  | 1  | 1  | 1  | 7½     |
| 05 | Peter Hesse (Lok Mitte Leipzig)            | ½  | ½  | 1  | ½  |    | ½  | 0  | ½  | ½  | ½  | 1  | ½  | 0  | 1  | 7      |
| 06 | Mathias Womacka (Lok Karl-Marx-Stadt)      | ½  | ½  | 0  | 1  | ½  |    | ½  | ½  | ½  | ½  | 0  | 1  | ½  | 1  | 7      |
| 07 | Thomas Casper (Baukombinat Leipzig)        | 0  | ½  | ½  | ½  | 1  | ½  |    | 1  | ½  | ½  | 0  | 0  | 1  | 1  | 7      |
| 08 | Lutz Espig (Greika Greiz)                  | 0  | 0  | ½  | 1  | ½  | ½  | 0  |    | ½  | ½  | ½  | 1  | 1  | 1  | 7      |
| 09 | Thomas Pähtz (Funkwerk Erfurt)             | 0  | ½  | ½  | ½  | ½  | ½  | ½  | ½  |    | ½  | ½  | ½  | ½  | 1  | 6½     |
| 10 | Helmut Roßmann (Halbleiterwerk Frankfurt)  | 0  | 0  | ½  | 0  | ½  | ½  | ½  | ½  | ½  |    | ½  | 1  | 1  | ½  | 6      |
| 11 | Alexander Goldberg (Post Dresden)          | 0  | 0  | ½  | 0  | 0  | 1  | 1  | ½  | ½  | ½  |    | 0  | 1  | ½  | 5½     |
| 12 | Bodo Starck (AdW Berlin)                   | ½  | 0  | 0  | 0  | ½  | 0  | 1  | 0  | ½  | 0  | 1  |    | 1  | ½  | 5      |
| 13 | Roland Pfretzschner (Motor Markneukirchen) | 0  | 1  | ½  | 0  | 1  | ½  | 0  | 0  | ½  | 0  | 0  | 0  |    | 1  | 4½     |
| 14 | Christian Steudtmann (Lok Karl-Marx-Stadt) | 0  | 0  | 0  | 0  | 0  | 0  | 0  | 0  | 0  | ½  | ½  | ½  | 0  |    | 1½     |

### Dreiviertelfinale
Das Dreiviertelfinale der Herren fand vom 9. bis 15. Juli 1983 in Zwönitz statt. Schiedsrichter war Werner Schreyer aus Dresden.
Gruppe 1
|   | Teilnehmer                              | 01 | 02 | 03 | 04 | 05 | 06 | 07 | 08 | Punkte |
| - | --------------------------------------- | -- | -- | -- | -- | -- | -- | -- | -- | ------ |
| 1 | Uwe Bönsch (Buna Halle-Neustadt)        |    | 1  | 1  | 1  | 1  | 1  | 1  | 1  | 7      |
| 2 | Bodo Starck (AdW Berlin)                | 0  |    | ½  | 1  | 1  | ½  | 1  | ½  | 4½     |
| 3 | Thomas Jakat (Schiffahrt/Hafen Rostock) | 0  | ½  |    | ½  | ½  | ½  | 1  | 1  | 4      |
| 4 | Matthias Schurade (Lok Mitte Leipzig)   | 0  | 0  | ½  |    | 0  | 1  | 1  | 1  | 3½     |
| 5 | Alexander Goldberg (Post Dresden)       | 0  | 0  | ½  | 1  |    | 0  | 1  | ½  | 3      |
| 6 | Manfred Pape (Motor Wernigerode)        | 0  | ½  | ½  | 0  | 1  |    | 0  | ½  | 2½     |
| 7 | Udo Seidens (Lok Gera)                  | 0  | 0  | 0  | 0  | 0  | 1  |    | 1  | 2      |
| 8 | Edgar Zieler (Buna Halle-Neustadt)      | 0  | ½  | 0  | 0  | ½  | ½  | 0  |    | 1½     |

Gruppe 2
|   | Teilnehmer                                 | 01 | 02 | 03 | 04 | 05 | 06 | 07 | 08 | Punkte |
| - | ------------------------------------------ | -- | -- | -- | -- | -- | -- | -- | -- | ------ |
| 1 | Thomas Casper (Baukombinat Leipzig)        |    | ½  | 1  | 1  | ½  | ½  | ½  | 1  | 5      |
| 2 | Peter Hesse (Motor SO Magdeburg)           | ½  |    | 1  | ½  | 1  | ½  | ½  | ½  | 4½     |
| 3 | Roland Pfretzschner (Motor Markneukirchen) | 0  | 0  |    | 1  | 1  | ½  | 1  | 1  | 4½     |
| 4 | Michael Recknagel (Funkwerk Erfurt)        | 0  | ½  | 0  |    | 1  | 0  | 1  | 1  | 3½     |
| 5 | Ralf Schöne (Empor Potsdam)                | ½  | 0  | 0  | 0  |    | 1  | 1  | 1  | 3½     |
| 6 | Harald Matthey (Lok Stahlbau Dessau)       | ½  | ½  | ½  | 1  | 0  |    | 0  | 0  | 2½     |
| 7 | Ulrich Kobe (Chemie Ilmenau)               | ½  | ½  | 0  | 0  | 0  | 1  |    | ½  | 2½     |
| 8 | Werner Püschel (Rotation Schwedt)          | 0  | ½  | 0  | 0  | 0  | 1  | ½  |    | 2      |

Gruppe 3
|   | Teilnehmer                                 | 01 | 02 | 03 | 04 | 05 | 06 | 07 | 08 | Punkte |
| - | ------------------------------------------ | -- | -- | -- | -- | -- | -- | -- | -- | ------ |
| 1 | Christian Steudtmann (Lok Karl-Marx-Stadt) |    | 1  | ½  | ½  | ½  | 1  | ½  | 1  | 5      |
| 2 | Raj Tischbierek (Baukombinat Leipzig)      | 0  |    | 1  | ½  | ½  | 1  | 1  | 1  | 5      |
| 3 | Morten Weyrich (Lok Schwerin)              | ½  | 0  |    | ½  | 1  | ½  | 1  | ½  | 4      |
| 4 | Manfred Böhnisch (Baukombinat Leipzig)     | ½  | ½  | ½  |    | 1  | 0  | 0  | 1  | 3½     |
| 5 | Thomas Pähtz (Funkwerk Erfurt)             | ½  | ½  | 0  | 0  |    | ½  | 1  | 1  | 3½     |
| 6 | Michael Becker (Buna Halle-Neustadt)       | 0  | 0  | ½  | 1  | ½  |    | 0  | 1  | 3      |
| 7 | Hans-Rainer Urban (Lok Brandenburg)        | ½  | 0  | 0  | 1  | 0  | 1  |    | 0  | 2½     |
| 8 | Bernd Wandel (Vorwärts Stallberg)          | 0  | 0  | ½  | 0  | 0  | 0  | 1  |    | 1½     |

## Meisterschaft der Damen
Iris Bröder wurde zum zweiten Mal DDR-Meisterin. Im Starterfeld fehlte aus der aktuellen Meistergarde nur Brigitte Burchardt. Dafür waren mit Eveline Nünchert (21. Teilnahme) und Gabriele Just (17. DDR-Meisterschaft) zwei Meisterinnen des vorigen Jahrzehnts erneut am Start. 

### Abschlusstabelle
|    | Teilnehmer                           | 01 | 02 | 03 | 04 | 05 | 06 | 07 | 08 | 09 | 10 | 11 | 12 | 13 | 14 | Punkte |
| -- | ------------------------------------ | -- | -- | -- | -- | -- | -- | -- | -- | -- | -- | -- | -- | -- | -- | ------ |
| 01 | Iris Bröder (Buna Halle-Neustadt)    |    | ½  | 0  | 1  | ½  | ½  | ½  | ½  | 1  | 1  | 1  | 1  | 1  | 1  | 9½     |
| 02 | Annett Wagner-Michel (AdW Berlin)    | ½  |    | 1  | ½  | 1  | 0  | ½  | ½  | 1  | 0  | 1  | 1  | 1  | 1  | 9      |
| 03 | Marion Heintze (Buna Halle-Neustadt) | 1  | 0  |    | 1  | ½  | ½  | ½  | 0  | 1  | 0  | 1  | ½  | 1  | 1  | 8      |
| 04 | Martina Keller (TSG Wittenberg)      | 0  | ½  | 0  |    | 1  | 1  | ½  | 1  | 1  | 0  | 0  | 1  | 1  | 1  | 8      |
| 05 | Constanze Jahn (Buna Halle-Neustadt) | ½  | 0  | ½  | 0  |    | ½  | ½  | 1  | 0  | 1  | 1  | 1  | 1  | 1  | 8      |
| 06 | Gudula Jahn (Buna Halle-Neustadt)    | ½  | 1  | ½  | 0  | ½  |    | 1  | ½  | 1  | ½  | 0  | ½  | 1  | ½  | 7½     |
| 07 | Eveline Nünchert (PH Potsdam)        | ½  | ½  | ½  | ½  | ½  | 0  |    | ½  | ½  | 1  | ½  | 1  | ½  | ½  | 7      |
| 08 | Ulricke Seidemann (PH Potsdam)       | ½  | ½  | 1  | 0  | 0  | ½  | ½  |    | 0  | 1  | 1  | 0  | 1  | 1  | 7      |
| 09 | Karin Timme (Rotation Schwedt)       | 0  | 0  | 0  | 0  | 1  | 0  | ½  | 1  |    | 1  | 1  | ½  | 1  | ½  | 6½     |
| 10 | Carola Manger (Motor Weimar)         | 0  | 1  | 1  | 1  | 0  | ½  | 0  | 0  | 0  |    | 0  | ½  | ½  | 1  | 5½     |
| 11 | Sylvia Wenzel (TSG Wittenberg)       | 0  | 0  | 0  | 1  | 0  | 1  | ½  | 0  | 0  | 1  |    | ½  | 0  | 0  | 4      |
| 12 | Sabine Heinig (Traktor Ehrenberg)    | 0  | 0  | ½  | 0  | 0  | ½  | 0  | 1  | ½  | ½  | ½  |    | 0  | ½  | 4      |
| 13 | Gabriele Just (Lok Mitte Leipzig)    | 0  | 0  | 0  | 0  | 0  | 0  | ½  | 0  | 0  | ½  | 1  | 1  |    | 1  | 4      |
| 14 | Birgit Krutzsch (Stahl Thale)        | 0  | 0  | 0  | 0  | 0  | ½  | ½  | 0  | ½  | 0  | 1  | ½  | 0  |    | 3      |

### Dreiviertelfinale
Das Dreiviertelfinale der Damen fand im Sommer 1983 im Schachdorf Ströbeck statt. Die Fachpresse kommentierte, dass in den Gruppen A und C die Favoritinnen vorn lagen, während das Ergebnis der Gruppe B als Überraschung bewertet wird.
Gruppe A
|   | Teilnehmer                                   | 01 | 02 | 03 | 04 | 05 | 06 | 07 | 08 | Punkte |
| - | -------------------------------------------- | -- | -- | -- | -- | -- | -- | -- | -- | ------ |
| 1 | Ulricke Seidemann (PH Potsdam)               |    | ½  | 1  | ½  | 1  | 1  | 1  | 1  | 6      |
| 2 | Sylvia Wenzel (TSG Wittenberg)               | ½  |    | ½  | 1  | 0  | 1  | ½  | 1  | 4½     |
| 3 | Cornelia Hobusch (Motor Gohlis Nord Leipzig) | 0  | ½  |    | 1  | ½  | ½  | ½  | 1  | 4      |
| 4 | Anette Kühlmann (Stahl Blankenburg)          | ½  | 0  | 0  |    | ½  | 1  | 1  | 1  | 4      |
| 5 | Petra Gollewsky (Motor Leipzig-Stötteritz)   | 0  | 1  | ½  | ½  |    | ½  | 0  | 1  | 3½     |
| 6 | Martina Nobis (Lok Karl-Marx-Stadt)          | 0  | 0  | ½  | 0  | ½  |    | 1  | 1  | 3      |
| 7 | Ines Fritzsche (Einheit Grevesmühlen)        | 0  | ½  | ½  | 0  | 1  | 0  |    | 0  | 2      |
| 8 | Inge Rollwitz (Vorwärts Stallberg)           | 0  | 0  | 0  | 0  | 0  | 0  | 1  |    | 1      |

Gruppe B
|   | Teilnehmer                              | 01 | 02 | 03 | 04 | 05 | 06 | 07 | 08 | Punkte |
| - | --------------------------------------- | -- | -- | -- | -- | -- | -- | -- | -- | ------ |
| 1 | Birgit Krutzsch (Stahl Thale)           |    | 1  | ½  | 1  | ½  | 1  | 0  | 1  | 5      |
| 2 | Sabine Heinig (Traktor Ehrenberg)       | 0  |    | 1  | ½  | 1  | ½  | 1  | ½  | 4½     |
| 3 | Gudula Jahn (Buna Halle-Neustadt)       | ½  | 0  |    | ½  | 1  | 1  | ½  | 1  | 4½     |
| 4 | Heidrun Bade (PH Potsdam)               | 0  | ½  | ½  |    | ½  | ½  | 1  | 1  | 4      |
| 5 | Hannelore Kube (Medizin Erfurt)         | ½  | 0  | 0  | ½  |    | 1  | 1  | 1  | 4      |
| 6 | Katja Sommaro (Aktivist Schwarze Pumpe) | 0  | ½  | 0  | ½  | 0  |    | 1  | 1  | 3      |
| 7 | S. Vogel (Rotation Schwedt)             | 1  | 0  | ½  | 0  | 0  | 0  |    | ½  | 2      |
| 8 | Petra Küchler (KW Vacha)                | 0  | ½  | 0  | 0  | 0  | 0  | ½  |    | 1      |

Gruppe C
|   | Teilnehmer                                | 01 | 02 | 03 | 04 | 05 | 06 | 07 | 08 | Punkte |
| - | ----------------------------------------- | -- | -- | -- | -- | -- | -- | -- | -- | ------ |
| 1 | Martina Keller (TSG Wittenberg)           |    | 1  | ½  | 1  | 1  | ½  | ½  | 1  | 5½     |
| 2 | Kirsten Kowalewski (Lok Rostock)          | 0  |    | 1  | 1  | ½  | ½  | 1  | 1  | 5      |
| 3 | Carola Manger (Motor Weimar)              | ½  | 0  |    | ½  | 1  | ½  | 1  | 1  | 4½     |
| 4 | Kerstin Topel (Motor Gohlis Nord Leipzig) | 0  | 0  | ½  |    | 1  | 1  | ½  | ½  | 3½     |
| 5 | Christine Mäntler (Post Dresden)          | 0  | ½  | 0  | 0  |    | 1  | 1  | 1  | 3½     |
| 6 | Angelika Ketter (AdW Berlin)              | ½  | ½  | ½  | 0  | 0  |    | ½  | 1  | 3      |
| 7 | Petra Matiebe (Buna Halle-Neustadt)       | ½  | 0  | 0  | ½  | 0  | ½  |    | 0  | 1½     |
| 8 | Christine Espig (Greika Greiz)            | 0  | 0  | 0  | ½  | 0  | 0  | 1  |    | 1½     |

## Jugendmeisterschaften
| Altersklasse | männlich                              | weiblich                             |
| ------------ | ------------------------------------- | ------------------------------------ |
| 07/08        | David Spindler (MK Allstedt)          | Claudia Jänicke (Wissenschaft Halle) |
| 09/10        | Dirk Wegener (Post Dresden)           | Anetta Günther (Post Dresden)        |
| 11/12        | Uwe Gündel (Motor Zwönitz)            | Kerstin Kunze (Lok RAW Cottbus)      |
| 13/14        | Thomas Luther (Medizin Erfurt)        | Anke Schäfer (Einheit Bautzen)       |
| 15/16        | Henrik Teske (Mikroelektronik Erfurt) | Grit Geißler (Post Dresden)          |
| 17/18        | Matthias Rösler (Post Dresden)        | Antje Riedel (AdW Berlin)            |